# خونریزی زیر ملتحمه
خونریزی زیر ملتحمه (به انگلیسی: Subconjunctival bleeding) که به آن خونریزی تحت ملتحمه یا خونریزی پرده ملتحمه نیز گفته می‌شود، خونریزی از رگ خونی کوچک روی سفیدی چشم (صلبیه) است. این خونریزی منجر به ایجاد لکه قرمز در سفیدی چشم می‌شود. به‌طور کلی همراه با درد کمی یا بی‌درد است و بینایی را تحت تأثیر قرار نمی‌دهد.عمدتاً فقط یک چشم تحت تأثیر این بیماری قرار می‌گیرد.

## علائم و نشانه‌ها
خونریزی زیر ملتحمه معمولاً منجر به درد نمی‌شود، اگرچه گاهی اوقات چشم آسیب دیده ممکن است احساس خشکی، اذیت یا خارش داشته باشد.

خونریزی زیر ملتحمه در ابتدا در زیر ملتحمه شفاف به رنگ قرمز روشن ظاهر می‌شود. سپس، با متابولیسم هموگلوبین، ممکن است خونریزی گسترش یابد و سبز یا زرد شود. معمولاً بیماری ظرف ۲ هفته از بین می‌رود.

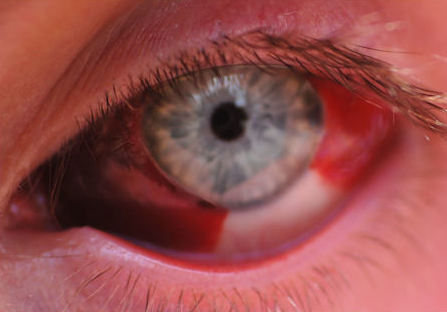
بعد از یک هفته
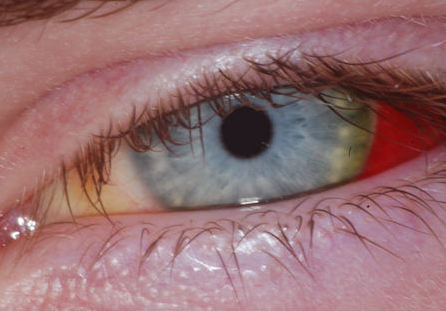
همانند قبل از چهار هفته
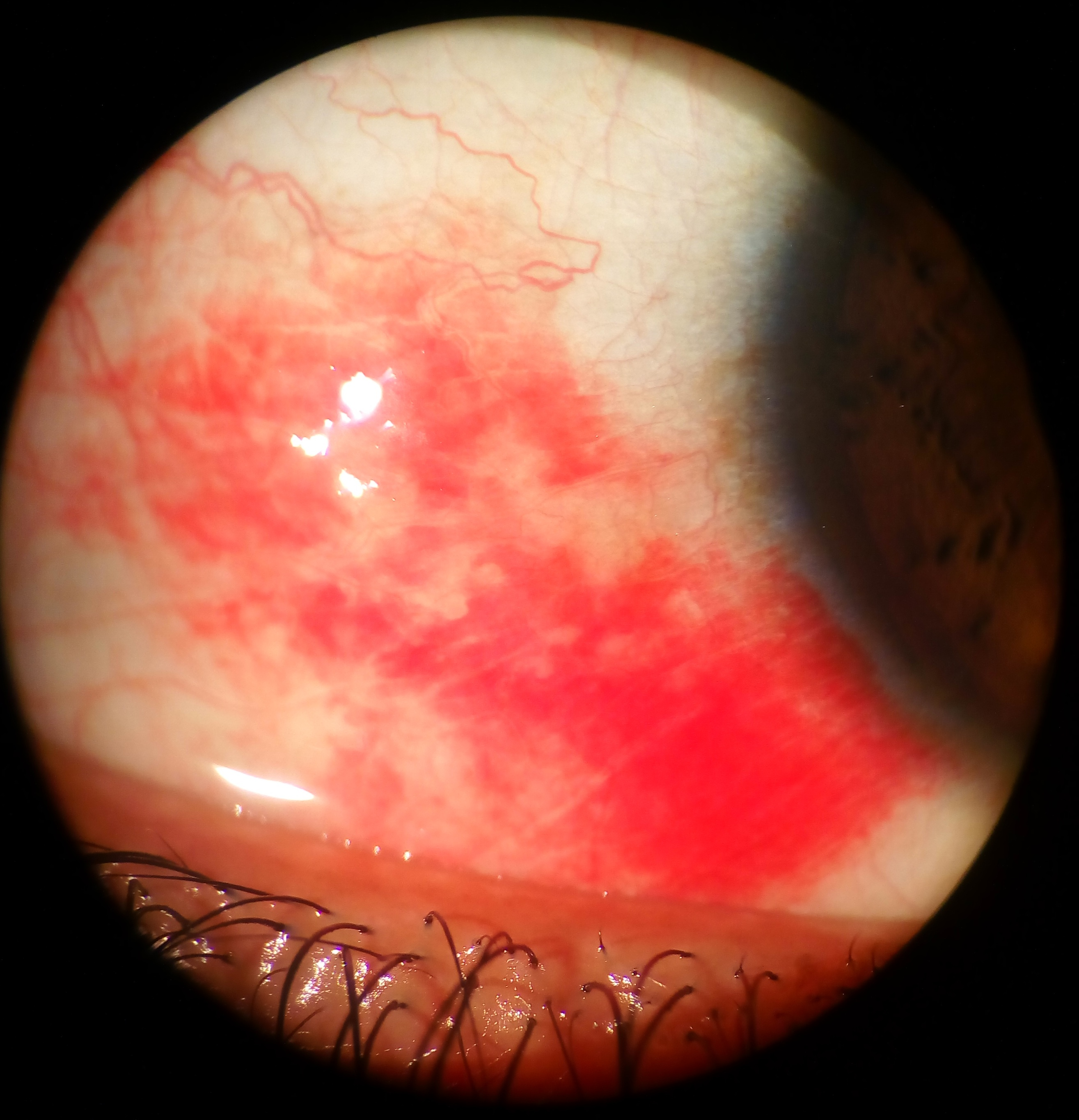
همانطور که از طریق یک لامپ شکاف مشاهده می‌شود
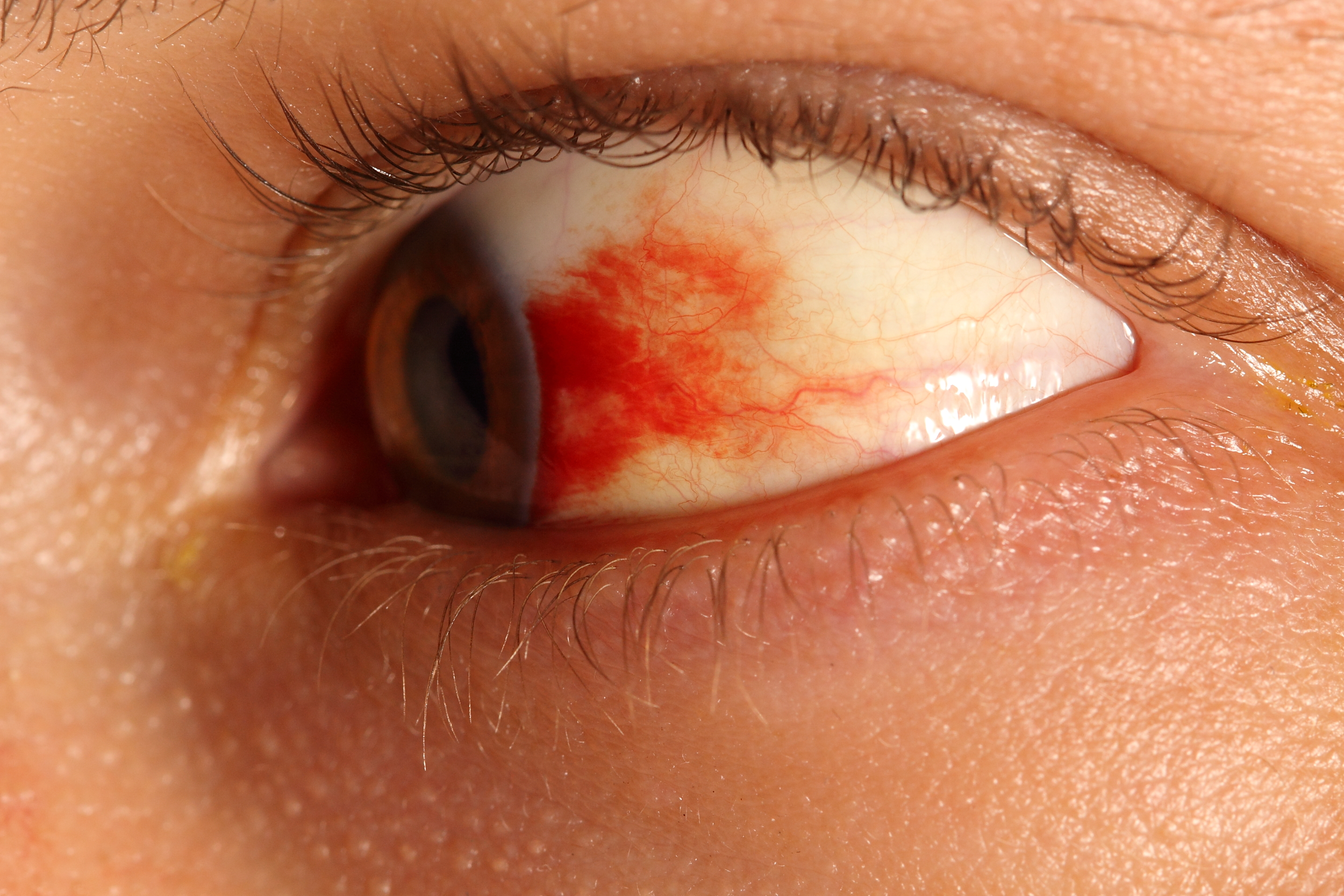
بعد از ۴۸ ساعت

## علل
- ممکن است از خفگی ناشی شود.
- برخی از عفونتهای خارج چشم (التهاب ملتحمه) که در آن ویروس یا باکتری باعث ضعیف شدن دیواره رگ‌های خونی کوچک در زیر ملتحمه چشم می‌شود.
- فشار ماسک در اثر غواصی و برابر نکردن فشار ماسک هنگام فرود
- آسیب‌دیدگی چشم
- اختلال انعقاد خون (مادرزادی یا اکتسابی) از جمله بیماری ویروسی ابولا.
- آسیب سر (ترومای سر)
- سیاه‌سرفه یا عطسه یا سرفه شدید[۶]
- فشار خون بالا
- لیزیک
- ملتحمه حاد خونریزی دهنده (ناشی از انتروویروس ۷۰ یا Coxsackie A)
- تب شالیزار
- افزایش فشار وریدی (به‌عنوان مثال، نیروی گرانش شدید، زور زدن، بالا آوردن، خفگی یا سرفه)[۷] یا از فشار آوردن به دلیل یبوست.
- شکستگی زایگوما (منجر به خونریزی زیر ملتحمه از بیان جهات در آناتومی)

## تشخیص
تشخیص با معاینه ظاهری، با توجه به پیدا شدن تغییر رنگ قرمز روشن در بخش سفیدی چشم (صلبیه چشم) است.